# محكمة مقاطعة يونيون (نيو مكسيكو)
محكمة المقاطعة الاتحادية في كلايتون، نيو مكسيكو، هي مبنى تاريخي بني اللون شيد في عام 1909. تم إدراجه في السجل الوطني للأماكن التاريخية في عام 1987.
كانت المحكمة واحدة من 14 محكمة تمت دراستها في مراجعة عام 1987 للمحاكم التاريخية في نيو مكسيكو.